# Tanjong Pagar Centre
La Guoco Tower (antes Tanjong Pagar Centre) es un rascacielos situado en Singapur. Sus obras empezaron en 2013 y se completaron en 2016. Tiene una altura de 283 metros y 68 pisos, que lo hacen el edificio más alto de Singapur y uno de los cien más altos de todo el continente asiático.